# ایزی استرادلین
جفری دین ایزبل (به انگلیسی: Jeffrey Dean Isbell) (زاده ۷ آوریل ۱۹۶۲) که بیشتر با نام ایزی استرَدلین شناخته می‌شود، گیتاریست سابق گروه گانز ان روزز است که آنها را در سال ۱۹۹۱ ترک کرد.
در سال ۲۰۱۲ ایزی استرَدلین به همراه بقیهٔ اعضای گانز ان روزز به تالار مشاهیر راک اند رول راه یافتند.